# شلوتفلد
شلوتفلد (به آلمانی: Schlotfeld) یک شهر در آلمان است که در اشتاینبورگ واقع شده‌است. شلوتفلد ۲۳۵ نفر جمعیت دارد.